# Stefan Rippler

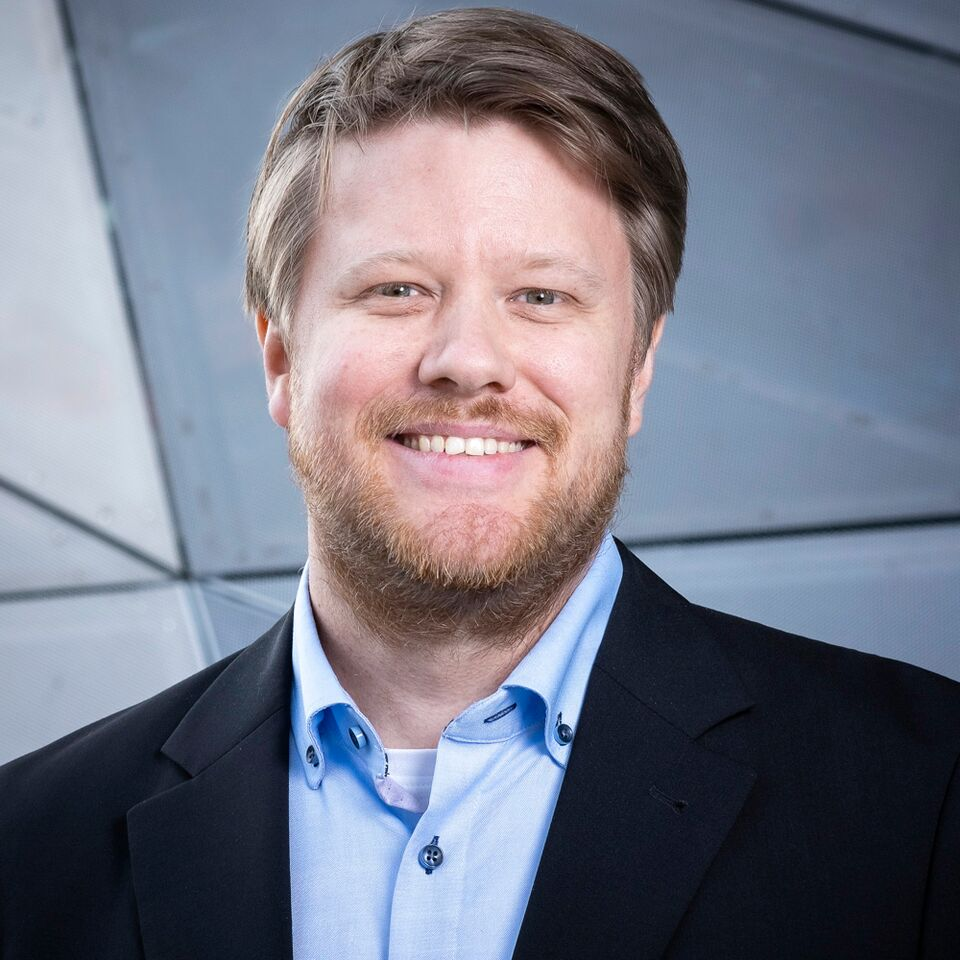
Stefan Rippler

Stefan Rippler (* 18. Februar 1985) ist ein deutscher Autor, Journalist und Berater.

## Leben
Stefan Rippler wuchs in Unterwössen (Landkreis Traunstein) auf. Bereits im Alter von 14 Jahren begann Rippler für eine Tageszeitung zu schreiben. Kurz darauf veröffentlichte er seinen ersten Artikel bei Focus online; aufgrund der daraus entstandenen Kontakte wurde er zur gleichen Zeit Webseiten-Betreiber der Internet-Informationsplattform Planetpraktika.de.
Nach seinem Abitur in Marquartstein begann er mit einem Medien- und Kommunikationsstudium an der Universität Augsburg. Daraufhin absolvierte Rippler eine Trainee-Ausbildung bei der Bauer Media Group in Hamburg. Anschließend arbeitete er als Journalist, unter anderem für Focus Online und die Online-Ausgabe der Zeit. Danach wurde er geschäftsführender Redakteur der Computer Bild und anschließend Chefredakteur der Do-it-yourself-Zeitschrift selber machen.
Seit 2018 arbeitet Rippler als selbständiger Berater und Autor. Er betreibt zudem einen eigenen Verlag.

## Tätigkeit als Autor
Rippler ist Autor mehrerer Karriere-Fachbücher.  Er schrieb zudem als Co-Autor das Buch Berufsziel Social Media gemeinsam mit dem Netzpolitiker und Business-Angel Nico Lumma.

## Publikationen (Auswahl)
- Stefan Rippler: Das Babyprinzip, 1. Aufl., 2025, München: Verlag C. H. Beck, ISBN 978-3-8006-7675-0
- Nadine Nöhmaier, Heidi Keller, Stefan Rippler und clash jugendkommunikation (Hrsg.): PraktikumsKnigge – Leitfaden zum Berufseinstieg. 2005, clash jugendkommunikation, ISBN 3-9809905-0-8, 3. Auflage 2023 bei Springer Gabler, ISBN 978-3-658-42319-3
- Stefan Rippler: Trainee-Knigge, 1. Aufl., 2012, Heidelberg: Springer-Gabler, ISBN 978-3-834943-37-8
- Stefan Rippler: Berufsziel PR (PR Praxis), 1. Auflage (18. April 2012), UVK Verlagsgesellschaft, ISBN 978-3867643023
- Stefan Rippler, Branko Woischwill: Erfolgreich als Quereinsteiger, 1. Auflage: 2014 (22. April 2014), Springer Gabler, ISBN 978-3658008680
- Stefan Rippler (Hrsg.), Branko Woischwill, Lukas große Klönne: Trainee-Knigge: Der Ratgeber für den erfolgreichen Karriere-Start, 1. Auflage, September 2013, Springer Gabler, ISBN 978-3658017989
- Nico Lumma, Stefan Rippler und Branko Woischwill: Berufsziel Social Media – Wie Karrieren im Web 2.0 funktionieren. 1. Auflage, Wiesbaden 2015, Springer Fachmedien, ISBN 978-3-658-06673-4
- Nicole Bogott, Stefan Rippler, Branko Woischwill: Im Startup die Welt gestalten. 1. Auflage, 2017, Springer Gabler, ISBN 978-3-658-14504-0
- Christoph Fasel, Jonathan Fasel, Peter Laufmann, Martin Rasper, Stefan Rippler: Das fremde Element: Die unglaubliche Geschichte von Wasser und Leben, 1. Auflage, 2018, Wissenschaftliche Buchgesellschaft (wbg), ISBN 978-3-8062-3800-6
- Stefan Rippler: Das Persona Prinzip: Erfolgreiches Recruiting mit Candidate Personas, 1. Auflage, 2022, Springer Gabler, ISBN 978-3-658-38979-6